# Mao (jeu)
Pour les articles homonymes, voir Mao.
Le Mao est un jeu de carte proche du Uno ou du 8 américain.

## Principe général
Il faut au moins deux joueurs, mais le jeu est plus intéressant à partir de 5-6 joueurs.

### Matériel
Le Mao se joue avec un jeu de 52 cartes traditionnel, plus si nécessaire, mais si les jeux ne sont pas complets, ce n'est pas très grave. On compte généralement un paquet pour 4 joueurs. Les jokers peuvent être laissés selon les versions.

### Présentation des règles du jeu
La première règle du Mao est simple : ne pas dire les règles.
Par conséquent, il est nécessaire qu'une personne au moins sache les règles pour jouer : le « meneur de jeu ».
Il est recommandé de ne pas divulguer les règles à des personnes ne sachant pas jouer, car l'intérêt du jeu réside dans le processus de découverte des règles ; lire sciemment les règles pour gagner gâche donc le plaisir et la valeur du jeu.
Au début du jeu, le « meneur de jeu » doit donner un mot d'explication, qui varie selon les versions, mais est généralement équivalent à : « il y a des règles et ce sont les mêmes pour tout le monde ».
Certaines introductions précisent la façon de poser les cartes ou l'existence de nombreuses règles. Le « meneur de jeu » peut en outre préciser certaines règles évidentes, comme :
- Le but du jeu est de se débarrasser de toutes ses cartes.
- « La seule règle qui sera énoncée est celle-ci » [4].
- On n'a pas le droit de poser de questions.
- Le donneur distribue 7 (ou 5, ou 3...) cartes à chacun.

Après la distribution des cartes, il indique ensuite quelque chose comme « Le jeu commence maintenant, c'est au joueur à gauche du donneur de jouer. ».

### Mise en place
Le nombre de cartes distribuées au départ n'est pas très important. On distribue par exemple, selon les variantes, 3, 5 ou 7 cartes à chacun des joueurs dans 
le même sens défini au début du jeu.
Le reste des cartes constitue la « pioche », il peut être divisé en plusieurs tas de manière que les joueurs ne soient pas loin d'un tas et que les joueurs jouent plus vite.
Après la distribution, on retourne la première carte de la pioche, qui est la première carte jouée, pour former un nouveau paquet de cartes, faces visibles, qui constitue la « défausse » (on ne constitue qu'une seule défausse même s'il existe plusieurs pioches).

### But du jeu
Le but du jeu est de se débarrasser de toutes ses cartes dans la défausse.
Le déroulement d'un tour de jeu dépend des règles ajoutées pendant la partie.

### Fin du jeu
Fin partielle : lorsqu'un joueur se débarrasse de toute sa main, il peut alors inventer une nouvelle règle lors de sa participation suivante.
Suivant les variantes, le jeu s'arrête alors et les cartes sont distribuées pour une nouvelle partie, ou le joueur inventant la nouvelle règle peut réintégrer la partie en cours, les autres joueurs gardant leurs cartes.
Il n'y a pas vraiment de vainqueur ni de fin de jeu déterminés. Le jeu se poursuit par accumulation de règles, devenant de plus en plus complexe, tant qu'il reste des joueurs prêts à continuer à y jouer.
La fin du jeu peut arriver par lassitude générale, ou sur un horaire imposé. Lorsqu'un nouveau jeu démarre, les règles inventées lors de la partie précédente disparaissent et ne sont plus applicables.

### Dans le cas d'un débutant
Lorsque l'on joue avec une personne qui n'a jamais joué, celle-ci n'est censée savoir qu'une seule chose : Rien. Elle s'apercevra vite qu'elle n'a pas le droit de parler, en récoltant des pénalités. Elle découvrira par elle-même qu'une partie commence avec 7 cartes dans sa main et que les règles de pose ressemblent au Uno, etc. Pour éviter qu'un débutant se décourage et choisisse de ne pas apprendre le jeu, on conseille d'inventer des règles simples à la suite d'un Mao lorsqu'on joue avec des débutants.
De même, dans les parties avec débutants, il est recommandé de ne pas introduire de règles supplémentaires trop tôt, ce que le « meneur de jeu » peut indiquer en disant quelque chose comme « normalement le gagnant peut inventer une règle supplémentaire, mais on va continuer jusqu'à ce que tout le monde ait compris les règles de base ».

## Règles fondamentales
Les règles fondamentales constituent le noyau minimal qui permet au jeu de fonctionner. Elles peuvent présenter des variantes. Elles sont complétées par des règles additionnelles, qui peuvent être appliquées dès le début de chaque jeu, ou être inventées au fil du jeu.

### Règles de pose
Le but du jeu est de se débarrasser de toutes ses cartes dans la défausse. Chaque joueur doit jouer à son tour.
Le tour d'un joueur commence lorsqu'il défausse ou pioche une carte, et s'achève (normalement) lorsque toutes les règles applicables ont été appliquées, ce qui permettra au joueur suivant de jouer à son tour.
Le joueur dont c'est le tour jette une carte face visible sur la défausse. S'il ne peut jouer (aucune de ses cartes ne correspond aux critères), il pioche une carte. Contrairement à d'autres jeux, on ne peut pas jouer la carte piochée immédiatement, même si celle-ci correspond aux critères habituels de jeu. Il faut la conserver et attendre au tour suivant pour pouvoir la jouer.
Pour se défausser d'une carte, il faut respecter une des deux règles de pose suivantes :
- On peut poser une carte dans la défausse si celle déjà présente sur le dessus a la même valeur (As, 2, 3, 4, 5, 6, 7, 8, 9, 10, V, D, R).
- On peut poser une carte dans la défausse si celle déjà présente sur le dessus a la même couleur (Cœur, Carreau, Trèfle, Pique).

Ensuite, si la carte posée (ou, plus généralement, l'état des dernières cartes de la défausse, ou d'une manière générale l'état du jeu) correspond à la condition d'application d'une règle (voire plusieurs), les règles applicables doivent être appliquées par le ou les joueurs concernés (le plus souvent, celui qui vient de jouer, mais pas nécessairement).
- L'ordre d'exécution des règles est indifférent (sauf règle contraire).
- Appliquer une règle consiste (généralement) à dire ou faire quelque chose. Il convient d'attendre un certain temps de « blanc » (cinq à dix secondes) avant de conclure que le joueur concerné a effectivement oublié et « n'a pas dit (ou fait) » ce qu'il devait.

Le « blanc » concerne également le joueur suivant, qui doit s'assurer que toutes les règles applicables ont été satisfaites, et être prêt à jouer dès qu'elles le sont. Il peut être sanctionné en effet pour ne pas avoir joué alors que c'était son tour, mais également pour avoir joué avant son tour, si une règle n'a pas encore été satisfaite.

### Règles de comportement
- Interdiction de parler durant le jeu, sauf pour obéir à une autre règle, sous peine d'obtenir une pénalité[5],[6].
- En particulier, il est interdit de dévoiler une règle.

D'une manière générale, les règles portant sur le jeu proprement dit ne s'appliquent que lorsqu'une pénalité (recevoir une carte supplémentaire) est applicable. Elles ne sont donc en vigueur qu'entre la fin de la distribution des cartes, et le moment où le jeu s'arrête.
Cependant certaines règles disciplinaires (ne pas divulguer de règle, ne pas proférer d'insulte, etc.) peuvent devoir s'appliquer même lorsque l'application des règles est théoriquement suspendue.
Si un joueur souhaite parler (lors d'un conflit ou pour toute autre raison), il doit prononcer la phrase : « Point d'ordre ! »,,,,. Cette phrase peut être dite par tous les joueurs à tout instant. Lorsqu'elle est dite par quelqu'un, tous les joueurs doivent immédiatement déposer leurs cartes en main sur la table et ne doivent pas les toucher durant le reste du point d'ordre sous peine de se voir imposer une pénalité. Il est a fortiori impossible de jouer une carte durant un point d'ordre. On a, par contre, le droit de toucher les cartes déjà en jeu pour rebrasser le paquet. Les points d'ordre sont souvent utilisés dans ce but. Si on rebrasse le paquet il faut garder au moins quelques cartes du dessus de la défausse dans celle-ci pour que le prochain joueur sache sur quoi il doit jouer. Durant le point d'ordre tous les joueurs retrouvent le droit de parler. On peut dire absolument tout ce que l'on veut sauf la phrase « Point d'ordre ! », un juron, Mao (qui est considéré comme un juron pour les besoins de la cause et également comme un mensonge, donc trois cartes de pénalités...), un mensonge ou une phrase discutant des règles. Si quelqu'un dit quelque chose d'interdit durant le point d'ordre, il est passible d'une pénalité. Les plus malin utiliseront un acronyme, comme « P de O ! » pour pouvoir quand même dire point d'ordre (et il est nécessaire d'en utiliser un si on veut pénaliser un joueur ayant dit point d'ordre sans être pénalisé soi-même). Un point d'ordre se termine lorsque le joueur qui l'a débuté dit : « Fin du point d'ordre ! ». Dès que cette phrase est prononcée, plus personne ne doit parler.
Remarque : si on devait dire une certaine phrase à cause d'une règle et qu'on l'a dite durant un point d'ordre, ça ne compte pas (pour éviter qu'un petit futé annonce un point d'ordre avant de dire une certaine phrase qu'il devait dire pour être certain de ne pas recevoir de carte de pénalité). Remarquez également que si un joueur, se pensant dans un point d'ordre, annonce en dehors d'un point d'ordre « Fin du point d'ordre ! » on se retrouve bel et bien dans un point d'ordre car l'expression « point d'ordre » est incluse dans celle prononcée par le joueur mentionné ci-haut. Celui-ci reçoit bien sûr une carte de pénalité pour avoir dit « Fin du » en dehors d'un point d'ordre.

### Pénalités
Donner une pénalité signifie donner une carte provenant de la pioche au joueur qui n'a pas respecté une règle. Celui-ci se retrouve donc avec une carte de plus dans sa main.
Initialement c'est le « meneur de jeu » qui connaît le mieux les règles, mais il n'a pas le monopole de les faire respecter, et il s'expose lui-même à des pénalités. Une pénalité peut être donnée par n'importe quel joueur, à tout moment durant le jeu, dès lors qu'une règle applicable n'a pas été observée lors d'un tour de jeu. Inversement, personne n'a l'obligation de faire respecter une règle, et nul ne peut être sanctionné pour avoir négligé de le faire (même volontairement).
Les règles étant applicables à un tour de jeu particulier, il n'est plus possible de donner une pénalité lorsque ce tour de jeu est achevé, sauf à pénaliser de plus le joueur suivant « pour avoir joué avant son tour ». De ce fait, le joueur suivant doit bien apprécier la qualité du « blanc » qui suit l'achèvement putatif de son prédécesseur avant de jouer : pour ne pas être victime d'une telle accusation, il doit être clair pour tous, à la fois que le joueur précédent pense avoir fini, et que personne d'autre ne s'apprête à le sanctionner pour une règle oubliée — ou poser lui-même la sanction.
Une pénalité doit toujours s'accompagner de sa raison.
D'une manière générale, une règle est de la forme « SI (condition) alors (un certain joueur) doit dire ou faire (quelque chose) » :
- On dit au joueur pénalisé exactement  ce qu'il aurait dû dire ou de faire (ou plus généralement, dans le cas des règles fondamentales, ce qu'il a fait ou dit alors qu'il n'aurait pas dû),
- On ne donne jamais la condition de déclenchement de la règle. C'est à chaque joueur de la découvrir au cours du jeu.

Donner une carte de pénalité sans en annoncer la raison, ou en annonçant une mauvaise raison, est une infraction aux règles, susceptible d'être elle-même sanctionnée « pour avoir porté une fausse accusation ». De même, donner la condition d'application de la règle est également une infraction aux règles.

### Explication des pénalités
Raisons de recevoir une pénalité
Pénalités d'une carte :
- Ne pas respecter une règle entraîne une pénalité[2],[5],[6],[7],[8]
  - Poser une carte qui n'a pas la même valeur ou couleur que la carte dans la défausse, dire : « Mauvaise carte » en lui donnant une carte provenant de la pioche.
  - Oublier de dire quelque chose, dire : « Oublié de dire [mot ou phrase oubliée] ! ».
  - Oublier de faire une action, dire : « Oublié de faire [action] ! ».
  - Jouer alors que ce n'est pas son tour, dire « Ce n'est pas ton tour ! ».
  - Ne pas jouer alors que c'est son tour (on attend généralement 10-15 secondes), dire « Ne joue pas en 10-15 secondes ! ».
- Parler durant le jeu[2],[5],[6],[7], dire : « Parle »
- Donner une pénalité pour une raison non valable[5],[6],[7], dire « Fausse pénalité ! ». Un point d'ordre suivra généralement pour que les deux joueurs puissent s'expliquer.
- Faire une fausse annonce[5], dire « Menteur ».
- Ne pas dire « Merci » après avoir reçu une pénalité[2],[7], dire: « Ne dit pas "Merci" ! ».
- Toucher ses cartes, regarder ses cartes pendant un point d'ordre[2],[5],[6],[7], dire : « [action] durant un point d'ordre ! »
- Insulter[2],[7], dire « Juron ! ».
- Tricher, regarder les cartes d'un autre joueur, tenter de se défaire discrètement de ses cartes, dire « Tricheur ! ».
- Montrer ses cartes, dire « Dévoile son jeu ! ».
- Oublier de dire «dernière carte »[2],[5],[7] ou «Mao », dire : « Oublié de dire [mot ou phrase oubliée] ! ».

Généralement, un joueur qui donne une pénalité pour une mauvaise raison se verra recevoir une pénalité pour « Fausse pénalité ! » et une pour « Menteur ».
Pénalités de plusieurs cartes :
- Dévoiler une règle, dire : « Dévoile une règle ! » en lui donnant deux nouvelles cartes de pénalité. S'il s'agit du dealer en début de partie, il peut se donner discrètement les deux cartes de pénalité pour ne pas dévoiler cette règle aux autres joueurs.
- Dire le nom du jeu alors qu'il reste encore des cartes en main[2], dire : « Juron ! » ou « Prononce le nom de notre grand chef en vain ! » ou « Insulte le nom du grand timonier» donc deux cartes de pénalité
- Dire le nom du jeu en posant sa dernière carte mais en ne respectant pas une règle[5],[6],[7], dire : « Mensonge ! », « Tricheur ! », « Juron ! », « Prononce le nom de notre grand chef en vain ! » donc quatre cartes de pénalité.

Il est possible de recevoir plusieurs pénalités. Par exemple, si la règle disait qu'il faut donner une carte à chaque joueur lorsqu'un 6 est posé dans la défausse, celui qui donnera les pénalités pourrait choisir de donner comme raison : « Oublié de donner une carte à Roger ! ». Le pénalisé s'exécutera donc et donnera une carte à Roger après avoir reçu sa carte de pénalité. Ensuite, le donneur de pénalité dira : « Oublié de donner une carte à Georgette ! ». Le pénalisé s'exécutera encore une fois. De cette manière, le pénalisé pourrait se retrouver avec autant de pénalités qu'il y a de joueurs s'il ne se rend pas compte qu'il doit donner une carte à tout le monde.

### Fin de jeu
- Lorsqu'un joueur pose une carte dans la défausse et qu'il ne lui en reste plus qu'une seule dans sa main, il doit dire : « Dernière carte ! »[2],[5],[7]. S'il ne le fait pas, il est passible d'une pénalité. Si après avoir dit cette phrase, un joueur lui donne une pénalité parce que son avant-dernière carte qu'il vient de jouer est incorrecte, il peut lui donner une deuxième carte de pénalité pour avoir menti, car sa phrase « Dernière carte ! » n'est pas véridique. Si un joueur qui oublie de dire « Dernière carte ! », se fait infliger une carte de pénalité et se corrige en le disant, il a droit à une autre carte de pénalité pour « Mensonge ! » car son « Dernière carte ! » n'est plus véridique. Logiquement, un joueur qui dit faussement « Dernière carte ! » devrait également recevoir une carte pour « Mensonge ! », mais c'est à vérifier. Il s'agit d'une règle un peu plus « méchante ». De plus si le joueur pose une carte qui nécessite une annonce, il doit la faire avant de dire « Dernière carte ! »[7].
- Lorsqu'un joueur pose sa dernière carte et a exécuté toutes les règles qui s'y rattachaient, il doit dire « Mao ! »[2],[5],[6],[7],[8]. Toutefois, si un autre joueur se rend compte qu'il a oublié une règle avant son « Mao ! », il doit lui donner une carte de pénalité avec chacune des expressions suivantes : « Mensonge ! », « Tricheur ! », « Juron ! », « Prononce le nom de notre grand chef en vain ! ». Si vous avez bien compté, il se retrouve donc avec 4 cartes de pénalités dans sa main en plus de celles qui peuvent provenir de la règle non-respectée[5],[6]. Il s'agit d'une règle "très méchante". Lorsque le joueur a dit « Mao ! » en toute légitimité, il se retrouve hors jeu et n'est donc plus obligé d'obéir aux règles de Mao. Les autres joueurs continuent de jouer entre eux.

Remarque : Lorsqu'il y a plusieurs phrases à dire pour une carte (comme dans le cas où on subit l'effet d'un 7), il n'est pas nécessaire de les dire dans l'ordre. Le seul moment où il est nécessaire de respecter un ordre, c'est lors de l'annonce d'un Mao ou d'un « Dernière carte ! ». Le mot « Mao ! » doit être le dernier prononcé sinon le joueur devra recevoir les 4 pénalités qu'un adversaire lui remettra. Pour « Dernière carte ! » c'est une carte.
- Un joueur hors jeu (désigne un joueur ayant fini une partie et non pas un nouveau joueur) peut reprendre le jeu en instaurant une nouvelle règle qu'il va ajouter au jeu[6]. Lorsqu'il a trouvé sa règle, il n'a qu'à dire : « une nouvelle règle prend effet » en piochant le nombre de cartes distribué à un joueur en début de partie (3, 5 ou 7) pour revenir au jeu et reprendre le jeu qui a continué pendant sa réflexion. À partir du moment où il a dit qu'une nouvelle règle est en jeu, elle est en jeu. Les autres devront la deviner à mesure qu'ils recevront des pénalités pour ne pas l'avoir suivie.

### Variations
- Si le « meneur de jeu » dévoile initialement plus que la première règle de base (de type « il y a des règles et ce sont les mêmes pour tout le monde »), il devra piocher une carte de pénalité par règle divulguée.
- Lorsqu'il est joué, le Joker "est" une certaine carte. Le Joker ne peut donc être posé qu'en suivant les règles de la carte dont elle prend la valeur, par exemple, si le Joker "est" un 8 de cœur, il ne peut être posé qu'après un 8 ou une carte de cœur. Pour faciliter (ou compliquer) les choses dans certaines versions, la valeur que prend le Joker nécessite une annonce. Par exemple, en gardant les exemples précédents, si le Joker "est" un 9 de carreau, un joueur posant un Joker devra non seulement le poser après un 9 ou une carte de carreau mais devra aussi dire la phrase « Ceci est un canard ! ». Un joueur qui ignore cette règle pourra être guidé s'il sait qu'il faut prononcer « Ceci est un canard ! » lorsqu'un 9 de carreau est posé et qu'un joueur expérimenté pose un Joker en disant la précédente phrase.
- On pioche une carte en disant « Je passe » ou « Passe »[2],[8].
- On peut jouer la carte piochée si elle respecte les règles de pose (Les cartes de pénalités ne sont pas concernées par cette règle).
- Si un joueur pioche une carte dans le talon, il peut ensuite jeter la carte qu'il veut (donc, changer de couleur et de rang).
- Le joueur qui reçoit une pénalité doit corriger son erreur, sinon il recevra une autre pénalité. Par exemple, s'il a oublié de dire « patate ! », il doit dire « patate ! » après avoir reçu sa carte. Certains débutants ne répéteront pas ce que la personne qui a donné la pénalité leur a annoncé qu'ils avaient oubliés de dire. Ils recevront donc une deuxième pénalité avec la même raison que la pénalité précédente, car ils n'ont toujours pas corrigé l'erreur.
- Quand un joueur n'a pas suivi les règles de pose ou n'a pas réalisé l'annonce/l'action à la suite de la pose d'une carte, la pénalité est distribuée en disant « Ne connais pas les règles ! »; on regroupe ainsi en une annonce, plusieurs raisons de pénalité développées ci-dessus. Avec cette variante, comme le joueur ne peut pas deviner avec l'annonce de la pénalité, la règle associée à la carte posée, la difficulté est accrue, le joueur se retrouve souvent contraint à récupérer la carte posée, piocher une carte et passer son tour pour ne recevoir une pénalité supplémentaire. L'imprécision de la pénalité fait que cette variante est généralement destinée à des joueurs aguerris ; elle peut aussi être appliquée à des joueurs débutants si les règles de bases ne sont pas trop nombreuses et complexes.
- Après avoir dit « Dernière carte ! » il faut la poser face cachée sur la table et le joueur n'a pas le droit de la toucher (et donc de la regarder) jusqu'à son tour. Si cette règle n'est pas respectée, il est passible d'une pénalité d'une carte « Touche/regarde sa dernière carte ! ». Si chaque joueur possède un verre il est possible, en plus, de faire poser le verre sur la dernière carte face cachée, et d'attribuer une pénalité supplémentaire « Ne pose pas son verre sur la carte ! ». Cette dernière règle ne peut être appliquée que si tous les joueurs possèdent un verre, par souci d'égalité. On peut remplacer le verre par n'importe quel objet que tous les joueurs posséderaient (téléphone, clefs...).
- Après un « Mao », s'il y a plus que deux joueurs, la partie continue et le joueur ayant fini ses cartes est hors jeu jusqu'à ce qu'il dise « une nouvelle règle prend effet ». Alors il rentre en jeu et la nouvelle règle doit être appliquée.
- Un joueur peut s'ajouter au jeu à n'importe quel moment. Il lui suffit de s'asseoir autour de la table, prendre 3, 5 ou 7 cartes dans la pioche (selon la variante choisie) et de dire : « Un nouveau joueur est en effet ! ». Celui-ci pourra jouer son premier tour lorsque son tour viendra. Il est toutefois plus difficile d'entrer dans une partie déjà commencée, puisqu'il risque d'y avoir déjà plusieurs règles en jeu en plus des règles de base, ce qui risque de compliquer l'existence du nouveau joueur.

## Règles additionnelles

### Règles communes
Il existe quelques règles communes de base, qui prennent effet dès le début du jeu, mais les variantes sont extrêmement nombreuses ; la plupart sont d'ailleurs inventées en cours de jeu.
Ces règles sont sujettes à de nombreuses variations.
Règles sur la couleur des cartes posées :
- Lorsqu'une carte posée par un joueur est de couleur Pique[2],[5],[6],[7], il doit annoncer sa valeur et sa couleur. Par exemple : « Dame de pique ».
- Quand on pose une carte de couleur cœur on doit dire « Knar » par exemple : 2 Knar, 8 Knar...

Règles sur la valeur des cartes posées :
Une carte particulière nécessite une annonce, par exemple : lorsqu'un joueur pose un roi, il doit dire « Gloire au roi ! », lorsqu'un joueur pose une dame il dit " god save the queen ", lorsqu'un joueur pose un 10 de trèfle, il doit dire une « Voici les blaireaux ! », lorsqu'un joueur pose un 9 de carreau, il doit dire une « Ceci est un canard ! »
- Lorsqu'un As est posé, le tour du joueur suivant est passé[2],[5],[6].
- Poser un 2 permet de rejouer sauf s'il ne lui reste qu'une carte[6],[7], s'il ne peut pas rejouer, il pioche une carte et passe son tour.
- Lorsqu'un 7 est posé, le joueur qui l'a posé doit dire « Passe une bonne journée » et doit piocher une carte [5],[8]. Toutefois, le joueur peut éviter de se retrouver avec une carte de plus en ajoutant un deuxième 7 dans la défausse. Celui-ci ne doit pas dire : « Passe une bonne journée ! », mais plutôt dire : « Passe une très bonne journée ! » pour signifier la combinaison des deux 7. Il peut s'ajouter plusieurs 7 et pour chaque 7 posé après le premier, on doit ajouter un « très ! » à la phrase originelle" Passe une bonne journée ! " . Les cartes du dessous ne doivent pas être comptabilisées si les cartes correspondantes ont été piochées.
- Lorsqu'un 8 est posé, le sens du jeu est inversé[2],[6]. C'est maintenant, si, précédemment, le jeu circulait dans le sens horaire, le joueur à sa droite qui devra jouer. Le sens reste inversé jusqu'à ce qu'une autre personne pose un huit. Dans le cas où il n'y a que deux joueurs, la carte a l'effet de faire perdre un tour à son adversaire (elle permet de jouer deux fois de suite, autrement dit).
- Lorsqu'un valet est posé, il permet de changer la couleur du jeu[2],[5],[7],[8]. Par exemple, lorsqu'un joueur pose un valet et souhaiterait que le jeu se poursuive en pique, il dirait : « Pique ! ». N'importe quel joueur peut décider de la couleur. Il n'est pas rare de voir un joueur adverse dire la couleur dans laquelle il souhaite voir le jeu se poursuivre avant que vous ayez le temps de l'annoncer. Il est donc fortement conseillé de dire la couleur souhaitée rapidement avant de faire toute autre action, au risque de perdre sa chance de choisir la couleur dans laquelle le jeu se poursuivra.

Les cartes particulières i.e. qui entraînent l'application de règles, peuvent changer selon les versions, par exemple :
- La carte qui fait passer le tour du joueur suivant est le 8[7].
- La carte qui fait changer le sens de jeu est l'As[7] ou le 2[5] ou le 10.

Un valet ne peut être posé sur un autre valet, sauf si celui-ci correspond à la couleur annoncée. En effet, la couleur annoncée est celle dans laquelle le jeu doit obligatoirement se poursuivre.
- Poser un 2 donne 2 cartes de pénalités au joueur suivant, cumulable.
- Quand un 7 est posé, il faut toujours dire « Passe une (très si nécessaire) bonne journée ! » mais le joueur suivant n'est pas obligé de dire merci et de piocher une carte.

### Ajout de règles
Il y a deux règles à suivre pour l'ajout d'une nouvelle règle :
1. Elle ne doit pas être discriminatoire (favoriser un joueur en particulier, comme : tout le monde doit piocher une carte sauf moi quand je mets un 3.). On peut donner une carte de pénalité pour règle discriminatoire et le joueur perd alors sa règle.
2. Elle ne doit pas bloquer le jeu (plus aucune carte n'est jouable dans la défausse). Ceci est une règle de bon sens et non une règle officielle.

Exemple de règles :
- Un joueur avec quatre cartes en main peut rejouer ;
- Poser un 9 permet de rejouer immédiatement ;
- Poser un 3 annule pendant un tour de jeu toutes les autres règles, sauf celle de parler et celles concernant l'ordre des tours ;
- Poser un 5 permet d'échanger son jeu avec celui d'un autre joueur ;
- Lorsqu'un joueur pose un 4, le joueur suivant doit piocher 4 cartes, seulement si le joueur qui a posé le 4 dit le prénom d'un chanteur des Beatles associé à chaque couleur (♥️ : George, ♣ : Ringo, ♦️ : Paul, ♠ : John), le joueur suivant peut mettre un 4 sans piocher les cartes, s'il prononce le bon prénom, le joueur suivant devra piocher 8 cartes, ainsi de suite jusqu'à ce qu'un joueur ne puisse pas poser de 4, se trompe sur le prénom, le joueur suivant joue avant que le prénom ne soit prononcé...

De même, ces nouvelles règles généreront une réflexion intense dans l'esprit des joueurs pour essayer de découvrir la nouvelle règle pour pouvoir cesser de piocher des cartes de pénalités. Ils ne comprendront pas les nouvelles règles au début et recevront des pénalités sans trop savoir pourquoi. On peut également imaginer des règles ne faisant pas référence aux cartes. Par exemple : dire « J'aime cette chanson », si une nouvelle chanson commence à la radio (On suppose ici que vous jouez dans un endroit où l'on entend la radio) ; ou des règles modifiant la mise en place. Par exemple : On ajoute une carte face visible. Si la couleur que l'on joue dans la défausse est la même que celles de cette carte "témoin", on doit dire « Yahoo !! », poser la carte témoin sur la défausse et changer cette carte pour une nouvelle. Bref, les possibilités de règles que l'on peut inventer sont infinies. À vous de ne pas oublier de donner des pénalités à ceux qui ne respecteront pas votre nouvelle règle.